# Pterygoneurum
Pterygoneurum là một chi rêu trong họ Pottiaceae.